# Структурна семантика
Структурна семантика — це теорія лінгвістичного значення, яку поширює відмінкова (рольова) граматика Чарльза Філмора. Вона пов'язує лінгвістичну семантику з енциклопедичними знаннями. Основна ідея полягає в тому, що ніхто не може зрозуміти сенс навіть одного слова без доступу до уже набутих знань, що відносяться до цього слова. Наприклад, неможливо було б зрозуміти, що означає слово «продавати», нічого не знаючи про комерційну діяльність, яка також залучає, серед іншого, продавця, покупця, товари, гроші, відношення між грошима і товарами, відносини між продавцем і товарами і грошима, відношення між покупцем і товарами і грошима і так далі.
Таким чином, слово активує або викликає, структурне семантичне знання, що відноситься до конкретної концепції якої воно стосується (або виділяє, в термінології структурної семантики). Семантична структура — це система фактів, які визначають «характерні особливості, ознаки, і функції вираженого і його характерні взаємодії з речами, які обов'язково або як правило пов'язуються з ним».
Семантична структура також може бути визначена як цілісна структура пов'язаних понять, які пов'язані таким чином, що не знаючи їх всіх, неможливо мати повне знання щодо одного з них. Структури засновані на повторюваних подіях. Таким чином, комерційна операційна структура заснована на повторенні комерційних угод.
Слова не тільки висувають на перший план окремі поняття, а й визначають також певну перспективу, з якої розглядається структура. Наприклад, слово «продавати» розглядається з погляду продавця і «купувати» з погляду покупця. Це, згідно з Філмором, пояснює спостережувані асиметрії в багатьох лексичних відносинах.
Спочатку бувши застосованою лише до лексем, структурна семантика тепер є розширеною до граматичних конструкцій та інших більших і складніших лінгвістичних розділів і є більш-менш об'єднаною в конструктивній граматиці як головний семантичний принцип.
Семантичні структури також починають використовувати в інформаційному моделюванні, особливо у формі 'моделей визначення' і 'моделей знань'.
Структурна семантика має багато спільного з семантичним принципом профілювання в Когнітивній Граматиці Рональда В. Ленгекера.